# Nicolae Steinhardt
Nicolae Steinhardt (Nicu-Aurelian Steinhardt) (Pantelimon (Ilfov), 12 de juliol de 1912 - Baia Mare, 29 de març de 1989), va ser un escriptor romanès, monjo ortodox i pare confessor.

## Biografia

### Infància
Steinhardt va néixer a Pantelimon, una comuna romanesa pertanyent al districte de Ilfov, prop de Bucarest. El seu pare era un enginyer i arquitecte jueu que va ser condecorat per la seva actuació en la Batalla de Mărăştu a la Primera Guerra Mundial. A causa de la seva ascedència jueva per part del pare, seria víctima de la discriminació antisemita durant l'època feixista dels governs romanesos en la Segona Guerra Mundial.
Entre 1919 i 1929, va anar a escola primària Spiru Haret i després a la universitat de Bucarest, on, malgrat la seva ascendència jueva, un sacerdot li va ensenyar la religió cristiana. El seu talent per a la literatura va ser notat per primera vegada quan es va unir al cercle literari Sburătorul.

### Inicis de la carrera professional i la Segona Guerra Mundial
En 1934 es va llicenciar a la Facultat de Dret i Literatura de la Universitat de Bucarest. Va publicar la seva primera obra, la novel·la paròdica În genul lui Cioran, Noica, Eliade... (En la forma de Cioran, Noica, Eliade…) sota el pseudònim Antisthius, un dels personatges de la Bruyère. En 1936 va rebre el seu doctorat en Dret Constitucional, i entre 1937 i 1938 va viatjar a Suïssa, Alemanya, França i Anglaterra.
En 1938 va treballar com a editor de la Revista Fonguiţiilor Regali (una revista literària patrocinada pel govern). Va perdre la seva ocupació entre 1940 i 1944 durant la neteja ètnica sota el règim de la Guàrdia de Ferro i d'Ion Antonescu. Malgrat els seus problemes amb Antonescu, Steinhardt el va perdonar, i fins i tot va lloar-lo per haver salvat la vida de centenars de milers de jueus (que segons ell es van produir després d'un debat cara a cara d'aquest amb Hitler en Berchtesgaden).

### Persecucions comunistes i empresonament
En 1944 va tornar a la Revista Fonguiţiilor Regali, i va continuar en el seu lloc de treball fins a 1948, quan el rei Miquel I va ser obligat a abdicar pel Partit Comunista de Romania.
Des de 1948 fins a 1959 va ser testimoni d'un nou període de privació de drets, aquesta vegada per la Romania comunista quan els intel·lectuals no comunistes van ser considerats «enemics del poble». En 1959, durant el judici sense garanties del seu company d'escola Constantin Noica, Steinhardt es va negar a participar com a testimoni en contra d'ell, motiu pel qual se’l va acusar de «delictes de conspiració contra l'ordre social». Va ser inclòs en el «grup d'intel·lectuals místics de la Guàrdia de ferro», i condemnat a tretze anys de treballs forçats en presons de tipus gulag. Va complir la seva pena en Jilava, Gherla, Auid i altres presons comunistes.
A la presó, va ser batejat cristià ortodox el 15 de març de 1960, pel seu company de condemna Mina Dobzeu, un conegut ermità procedent de Bessaràbia, tenint com a padrí a Emmanuel Vidraşcu, antic cap de personal d'Antonescu. Testimonis del bateig van ser Alexandru Paleologu, dos sacerdots catòlics llatins, dos sacerdots catòlics orientals i un pastor protestant. Steinhardt es referiria a aquest fet més tard, dient que el seu baptisme va tenir un «caràcter ecumènic». Aquest episodi seria la base per a la seva obra més cèlebre i coneguda, el Diari de la felicitat.

### Últims anys
Després del seu alliberament en 1964, va tenir una notable i reeixida activitat com a traductor i editor. Les seves primeres obres literàries celebrades, Între viaţă şi cărţi (Entre la vida i els llibres") i Incertitudini literare (Incerteses literàries), es van publicar el 1976 i 1980, respectivament.
Un nou capítol en la vida de Steinhardt es va iniciar en 1980, després de ser acceptat en el monestir de Rohia. En va ser bibliotecari i al mateix temps va dedicar-sea a l'escriptura. Durant aquest temps, la seva fama com a conseller i pare confessor havia augmentat, i cada setmana atreia a Rohia desenes de visitants.
Va morir el 29 de març de 1989 a l'hospital de Baia Mare. Al seu funeral, celebrat sota la vigilància de la Securitatea Statului, van assistir de molts dels seus amics íntims i admiradors.

## ElDiari de la Felicitat
La primera edició del Diari de la felicitat va ser confiscada per la Securitate en 1972 i restituït en 1975, després d'intervenció de la censura. Mentrestant, va acabar d'escriuren una segona versió, que també va ser confiscada, en 1984. Al final, Steinhardt ha fer-ne diverses versions, una de les quals va arribar a Monica Lovinescu i Virgil Ierunca a París. Més endavant, Monica Lovinescu va emetre per ràdio el llibre en una sèrie d'episodis, a través de Radi Europa Lliure. El llibre s'inclou actualment en la llista estàndard d'obres per ser llegits en la literatura romanesa.

## Obres
A causa de raons polítiques, la major part de l'obra de Steinhardt no va ser publicada sense censura fins a després de la seva mort (després de la Revolució romanesa de 1989).
- În genul... Tinerilor (En la forma de… la joventut), 1934
- Între viaţă şi cărţi (Entre la vida i els llibres), 1976
- Incertitudini literare (Les incerteses literàries), publicat en 1980
- Geo Bogza - Un poeta al Efectelor, Exaltării, Grandiosului, Solemnităţii, Exuberanţei şi Patetismului (Geo Bogza - Un poeta d'efectes, exaltacions, solemnitat i exuberància del patetisme), 1982
- Critică la persoana întâi (Crítica a la primera persona) - publicat en 1983
- Escali în timp şi spaţiu (Adorns en temps i espai) - publicat en 1987
- Prin a elţii spre sine (Cap a si mateix a través d'uns altres) - publicat en 1988

### Pòstumes
- Jurnalul fericirii (Diari de la Felicitat), 1991
- Monologul polifonic (Monòleg polifònic), 1991
- Dăruind vei dobândi (A través de donar s'ha de rebre) - publicat en 1992
- Primejdia mărturisirii (El perill de confessar) - publicat en 1993
- Drumul către iubire (El Camí d'Amor) - publicat en 1999
- Împărtăşirii Taina
- Călătoria unui fiu risipitor
- Primejdia mărturisirii
- Drumul către isihie
- Ispita lecturii
- N. Steinhardt răspunde la 365 de întrebări adresate de Zaharia Sângeorzan
- Între lluminosa
- Dumnezeu în atenció spui că nu crezi... (Scrisori către Virgil Ierunca)
- Eu însumi şi a elţi cîţiva
- Eseu romanţat asupra unei neizbînzi
- Timpul Smochinelor